# Escritura automática
La escritura automática o  el fluir de conciencia es el proceso o resultado de la escritura que no proviene de los pensamientos conscientes de quien escribe. Es una forma de hacer que aflore el inconsciente. Consiste en situar el lápiz sobre el papel y empezar a escribir, dejando fluir los pensamientos sin ninguna coerción moral, social ni de ningún tipo. El objetivo es alejarse totalmente de la razón. En ocasiones se realiza en estado de trance, aunque no es necesario que sea así.
Su propósito es vencer la censura que se ejerce sobre el inconsciente, merced  a unos actos creativos no programados y sin sentido inmediato para la consciencia, que escapan a la voluntad del autor. Entonces compone directamente el inconsciente, liberado de la censura.
Desde el punto de vista literario, se trata de un método defendido y usado principalmente por André Breton y los surrealistas, en la primera mitad del siglo XX, considerando que de esa forma el yo del poeta se manifiesta libre de cualquier represión y dejando crecer el poder creador del hombre fuera de cualquier influjo castrante.
- Datos: Q17501628